# Субсидия
Субсидията е парично дарение от частно лице или организация (често правителство) като финансова подкрепа или помощ за създаването на дадено предприятие.  Противниците на правителствената намеса в свободния пазар често използват по-широка дефиниция, според която цели сектори разчитат на субсидии без да приемат това определение. Според тази гледна точка всяко производство е субсидирано, ако не поема пълните разходи за дейността си. Привържениците на субсидиите често ги оправдават с предпологаеми обществени ползи, въпреки че икономическата теория твърди точно обратното.
Целевата субсидия има разновидност – субвенция. Това е целева субсидия при определени условия. Чрез нея правителството задължава общината да предвижда собствени средства за финансиране на проекта и по време на изпълнение на обекта да ги превежда.